# Гамаюнова Валентина Василівна
Валенти́на Васи́лівна Гамаю́нова  (нар. 23 лютого 1954, село Ясна Поляна, Генічеський район, Херсонська область) — вчений-аграрій, доктор сільськогосподарських наук, професор.

## Біографія
Середню школу Валентина Василівна Гамаюнова закінчила у 1971 році, в цьому ж році вступила в Херсонський сільськогосподарський інститут ім. О. Д. Цюрупи на агрономічний факультет. Після закінчення інституту в 1976 р. почала трудову діяльність в Українському науково-дослідному інституті зрошуваного землеробства (м. Херсон) з посади старшого лаборанта. З 1978 року — молодший, з 1983 року — старший, з 1989 року — провідний науковий співробітник відділу агрохімії.
У 1978 році вступила на заочне відділення аспірантури при Укр НДіЗЗ, у 1982 році закінчила, а в 1983 році захистила кандидатську дисертацію на тему : «Ефективність сумісного застосування соломи і мінеральних добрив на урожай і якість сільськогосподарських культур в умовах зрошення півдня УРСР» в Українській сільськогосподарській академії (м. Київ) за спеціальністю агрохімія.
У 1994 році захистила докторську дисертацію «Розробка та удосконалення системи удобрення основних сільськогосподарських культур на зрошуваних землях півдня України» в Українському НДІ ґрунтознавства та агрохімії ім. О. Н. Соколовського (м. Харків) за спеціальністю агрохімія.
З 1995 року призначена на посаду заступника директора з наукової роботи Інституту зрошуваного землеробства УААН, а з 1998 року по жовтень 1999 року — директор цієї установи.
З 1997 року очолила відділ агрохімії меліоративного ґрунтознавства, та агроекології, на цій посаді працювала до 2003 року.
У 1999 році здобула вчене звання професора.
У дисертаційній роботі та у подальшій науковій діяльності узагальнила дані досліджень тривалих стаціонарних дослідів з добривами, які закладені в 1967, 1971, 1974 рр. і проводилися на темно-каштановому ґрунті та чорноземі південному як в умовах зрошення, так і суходолу.
Визначено зміну основних показників ґрунтової родючості: вміст гумусу, органічної речовини, форм азоту, фосфору, калію і мікроелементів залежно від доз і співвідношення основних елементів живлення під культури 7-пільної сівозміни як за тривалого зрошення, так і без зрошення. Досліджено продуктивність окремих сільськогосподарських культур і в цілому сівозмін, основні характеристики якості сільськогосподарської продукції.
На підставі результатів досліджень удосконалено систему удобрення сільськогосподарських культур при вирощуванні їх на зрошуваних та богарних землях. Встановлено, що найбільш доцільно застосовувати розрахункову дозу добрив, яку визначають на запланований рівень урожайності культури за різницею розробленої градації коефіцієнтів використання NPK та оптимальних параметрів.
Ефективність розрахункового методу застосування добрив перевірена на багатьох сільськогосподарських культурах пшениці озимій та ярій, сої, ячмені, соризі, тритикале (ярому та озимому), суданці, озимому житі та інших.
З вересня 2003 року В. В. Гамаюнова очолила кафедру ґрунтознавства та агрохімії Херсонського державного аграрного університету, а з січня 2007 року кафедру землеробства Миколаївського державного аграрного університету (з 2012 р. — Миколаївський національний аграрний університет).
У липні 2009 року призначена на посаду декана агрономічного факультету цієї установи.
Член товариства ґрунтознавців та агрохіміків України з 1979 року, а з 1998 року член Центральної ради цього товариства.
У 2007 році закладені стаціонарні досліди на полях дослідного господарства Миколаївського національного аграрного університету) з систем обробітку ґрунту і удобрення в сівозміні. Вивчаються нові форми органічних і мінеральних добрив, регуляторів росту рослин, мікробних біологічних препаратів та інших, а також ефективність доз, форм, видів і строків застосування добрив під сільськогосподарські культури, які вирощують у польових і зрошуваних сівозмінах та за краплинного зрошення. Проведені дослідження по впливу біодеструкторів на розкладання післяжнивних органічних речовин і елементи родючості ґрунту, розпочаті й інші дослідження з актуальних питань землеробства для умов півдня України.
Гамаюновою В. В. за результатами досліджень опубліковано 450 наукових статей і рекомендацій, у тому числі в 5 книгах та має 15 патентів на винаходи. Під її керівництвом 22 аспіранти захистили кандидатські дисертації, 4 роботи подані до захисту у 2013 році.
Нагороджена знаком «Відмінник аграрної освіти та науки» ІІІ та ІІ ступенів, дипломом і медаллю ВДНГ, багатьма почесними грамотами у тому числі і Президії Української академії аграрних наук, подяками.